# Гжель (станция)
Гжель — остановочный пункт Казанского направления Московской железной дороги в Раменском районе Московской области. Входит в Московско-Горьковский центр организации работы железнодорожных станций ДЦС-8 Московской дирекции управления движением. По основному характеру работы является промежуточной, по объёму работы отнесена к 4 классу.
Открыта в 1912 году, названа по селу Гжель, находящемуся в 2 километрах юго-западнее. Время следования поездов от Казанского вокзала — 1 час 20 минут.
На станции — 2 пассажирских платформы для электропоездов, одна островная, одна боковая. С сентября 2013 года боковая платформа проходит капитальную реконструкцию. Боковая платформа использовалась до 2009 года для электропоездов с конечной станцией Гжель, после отмены этого маршрута используется только для обгона одних электропоездов другими на станции. Ранее имелся станционный вокзал, который в 1993 году сгорел. А до 2005 года имелся мост, соединявший островную платформу с улицей. Был разобран из-за аварийного состояния.
На территории станции, восточнее пассажирской платформы, находится переезд через автодорогу, соединяющую два посёлка. В 2020 году рядом с переездом оборудована благоустроенная парковка для автомобилей.
Также в 2020 году на станции установлена стела "Птица Гжели".
Станция окружена населёнными пунктами и СНТ. На северо-запад выход к пос. Гжель, на север к пос. Гжельского кирпичного завода, на юго-восток к селу Речицы, на юг к пос. Комбината стройматериалов-1 и пос. Комбината стройматериалов-2.